# Turó del Maçaners
El Turó del Maçaners és una muntanya de 1.232 metres que es troba al municipi de Fogars de Montclús, a la comarca del Vallès Oriental.